# Mimosa rocae
Mimosa rocae är en ärtväxtart som beskrevs av Paul Pablo Günther Lorentz och Gustavo Niederlein. Mimosa rocae ingår i släktet mimosor, och familjen ärtväxter. Inga underarter finns listade i Catalogue of Life.